# Maria Manuela Freitas Bairos

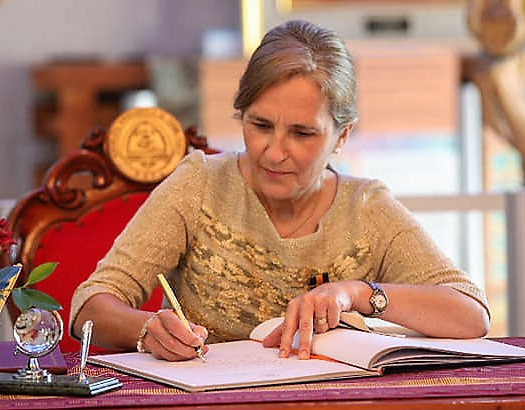
Maria Manuela Freitas Bairos (2022)

Maria Manuela Freitas Bairos (* 15. Januar 1962 in Vila do Porto, Insel Santa Maria, Azoren, Portugal) ist eine portugiesische Diplomatin.

## Werdegang
Bairos schloss ein Studium der Rechtswissenschaften an der Fakultät für Rechtswissenschaften der Universität Lissabon ab. Später erwarb sie einen Master in öffentlicher Verwaltung an der Harvard University in Boston (Vereinigte Staaten). Ab 1987 arbeitete sie für den diplomatischen Dienst Portugals. Am 30. Juni wurde Bairos Botschaftsattachée im Staatssekretariat, von 1988 bis 1989 war sie in der Generaldirektion für konsularische Angelegenheiten und Verwaltung und am 19. April 1990 wurde sie Botschaftssekretärin. An der portugiesischen Botschaft in Dublin (Irland) arbeitete Bairos ab dem 15. August 1991 und an der portugiesischen Botschaft in Bukarest (Rumänien) ab dem 30. Oktober 1995 bis 1998. 1998 wurde sie Staatssekretärin und Abteilungsleiterin der Direktion Binnenmarktdienste (DGAC) am 18. März 1999.
Bairos war als Mitglied der portugiesischen diplomatischen Mission des Kommissars für den Übergang in Osttimor zunächst von August bis Ende Oktober 1999 im australischen Darwin, dann vom 12. Februar bis zum 31. Juli 2000 an der portugiesischen Botschaft im indonesischen Jakarta stationiert. In diese Zeit fällt das Ende der indonesischen Besatzung der ehemaligen portugiesischen Kolonie Osttimor (1975–1999), für deren Befreiung sich Portugal seit langem eingesetzt hatte. Vom 15. März 2001 bis 3. Juni 2002 war Bairos Abteilungsleiterin im Portugiesischen Institut für Zusammenarbeit und vom 18. Dezember 2001 bis zum 3. Februar 2002 im Dienst des Konsulats in Hamilton (Bermuda). Ab dem 1. Juli 2002 war sie Abteilungsleiterin in der Direktion für Europäische Dienste, wurde am 21. Juni Botschaftsrätin und am 7. Oktober 2004 portugiesische Generalkonsulin in Boston. Vom 12. Mai 2009 bis zum 31. August 2011 war Bairos Minister Counselor in der portugiesischen Botschaft in Paris (Frankreich). Vom 1. September 2011 folgte bis zum 24. Juli 2013 die Leitung des Büros des Staatssekretärs für die Gemeinschaft der Portugiesischsprachigen Länder.
Am 1. Dezember 2014 wurde Bairos zur Generalkonsulin in New York (Vereinigte Staaten) ernannt. Von 2018 bis 2021 war Bairos portugiesische Botschafterin in Zypern. Ihre Akkreditierung übergab sie am 26. Juli 2018 (Ernennung: 19. Februar 2017, Amtsantritt: 1. Mai 2018). Sie war damit auch zuständig für Syrien und den Libanon. Am 16. Dezember 2021 wurde Bairos zur portugiesischen Botschafterin in Osttimor ernannt. Am 25. März 2022 übergab Bairos in Dili ihre Akkreditierung.
Am 2. Juli 2025 erhielt Bairos den Collar des Ordem de Timor-Leste.